# أكاديمية المظلة (مسلسل)
أكاديمية المظلة هي سلسلة تلفزيونية أمريكية عن أبطال خارقين بثت عبر تلفزة الويب، تعتمد على سلسلة الكتب المصورة التي تحمل نفس الاسم والتي نشرتها دارك هورس كومكس. تم إنشاؤها لصالح نتفليكس من قبل ستيف بلاكمان، وتم تطويرها بواسطة جيريمي سلاتر، وهي تدور حول عائلة مضطربة من الأبطال الخارقين المتبنيين الذين يجتمعون مجددًا لحل لغز موت والدهم وخطر نهاية العالم الوشيكة. تم إنتاج السلسلة بواسطة Borderline Entertainment و Dark Horse Entertainment و Universal Cable Productions.
يضم العمل الممثلين إليوت بيج وتوم هوبر وديفيد كاستانيدا وإيمي رافر لامبمان وروبرت شيهان وإيدن غالاغر وكاميرون بريتون وماري جي بلايج.
بدأ الاقتباس في التطور كفيلم تم اختياره بواسطة يونيفرسال بيكشرز في عام 2011. تم إلغاءه في النهاية لصالح تحويله لمسلسل تلفزيوني في عام 2015، قبل أن يحصل رسميًا على الضوء الأخضر من قبل Netflix في يوليو 2017. تم تصوير المسلسل في تورونتو وهاملتون، أونتاريو.

## المواسم
تم عرض الموسم الأول على Netflix في 15 فبراير 2019 وتلقى مراجعات إيجابية من النقاد، حيث امتدح العديد من الممثلين والمؤثرات البصرية، على الرغم من انتقاد الانسجام والوتيرة. في أبريل 2019، أعلنت Netflix أن 45 مليون أسرة شاهدت الموسم الأول خلال شهره الأول. في نفس الشهر، تم تجديد المسلسل لموسم الثاني وعرض في 31 يوليو 2020.
| الموسم | الحلقات | الحلقات | الأصلي         | الأصلي |
| الموسم | الحلقات | الحلقات | الأول          | الأخير |
| ------ | ------- | ------- | -------------- | ------ |
| 1      | 10      | 10      | 15 فبراير 2019 | سيُعلن  |
| 2      | 10      | 10      | 31 يوليو 2020  | سيُعلن  |
| 3      | 10      | 10      | 22 يونيو 2022  | سيُعلن  |

## القصة
في 1 أكتوبر 1989، أنجبت 43 امرأة حول العالم في وقت واحد، على الرغم من عدم ظهور أي علامة على الحمل عليهن حتى بدء المخاض. تم تبني سبعة من الأطفال من قبل الملياردير غريب الأطوار السير ريجينالد هارجريفز، وتحولوا إلى فريق أبطال خارق في ما يسميه «أكاديمية المظلة». أعطى هارجريفز الأطفال أرقامًا بدلاً من الأسماء، ولكن في نهاية المطاف تمت تسميتهم من قبل أمهم المربية «غرايس»، على النحو التالي: لوثر، دييغو، أليسون، كلاوس، رقم خمسة، بن، وڤانيا. أثناء وضعه ستة من أبنائه للعمل في مكافحة الجريمة، أبقى ريجنالد ڤانيا بعيدًا عن أنشطة أشقائها، حيث يفترض أنها لا تظهر أي قوة خاصة بها.
في الوقت الحاضر، لوثر هو حيوان جزئيا عاش على القمر لمدة أربع سنوات، أليسون هي ممثلة مشهورة، فانيا عازفة كمان، كلاوس لديه إدمان مخدرات، بن متوفي ويظهر بشكل شبح قادر فقط على التحدث مع كلاوس، ودييغو أصبح مقتصًا مع ميل للمتاعب. يعلم الأشقاء المنفصلون أن ريجينالد توفي ويتجمعون في جنازته. رقم خمسة يعود من المستقبل يلاحقه الحراس ويكشف أن نهاية العالم وشيكة. في هذه الأثناء، يحاول الأشقاء المتحدون الكشف عن سر أسرتهم المختلة بينما يبدأون في التفكك بسبب شخصياتهم وقدراتهم المتباينة.

## الممثلون والشخصيات

### الأساسية
- توم هوبر بدور لوثر هارجريفز / سبيس بوي / رقم واحد، رائد فضاء يتمتع بقوة جسدية فائقة. عاش على القمر لمدة أربع سنوات بمهمة من والده. كان الوحيد من بين أشقائه الذي لم يغادر الفريق وخلال مهمة أصيب بجروح خطيرة. لإنقاذ حياته، حقنه ريجنالد بمصل حول الجزء العلوي من جسمه إلى قرد.[7]
- ديفيد كاستانيدا بدور دييغو / الكراكن / رقم اثنين، مثير للمشاكل متمرد مع القدرة على تقويس مسار أي شيء يرميه، وعادة ما يكون السكاكين.[8]
- إيمي رافر لامبمان بدور آليسون / الإشاعة / رقم ثلاثة، إحدى مشاهير المجتمع، وذات قدرة على التحكم في العقول بعبارة «سمعت إشاعة» [9]
- روبرت شيهان بدور كلاوس / الجلسة / رقم أربعة، مدمن مخدرات لديه القدرة على التواصل مع الموتى وتجسديهم مؤقتًا.
- ايدان غالاغر بدور / الصبي / رقم خمسة، صبي لديه القدرة على القفز عبر المكان والزمان. بعد السفر إلى المستقبل، انتهى به المطاف في عالم ما بعد نهاية العالم، وغير قادر على العودة. نجا بالاعتماد على نفسه لعقود قبل أن يتم تجنيده في اللجنة، وهي وكالة تراقب الجدول الزمني والشخصيات التي من الممكن أن تهدده. لقد خانهم في نهاية المطاف من أجل العودة إلى وقته لتحذير عائلته من نهاية العالم الوشيكة ويطارده صاحب العمل السابق باستمرار. العودة إلى وقته تجعله يعود إلى جسده البالغ من العمر ثلاثة عشر عامًا. يلعب جيم واتسون دور رقم خمسة البالغ، ويصور شون سوليفان رقم خمسة المسن.
- جستين هـ. مين بدور بن / الرعب / رقم ستة، وهو صبي يمكنه استدعاء مجسات الرعب من جسده. بن متوفي لكنه يظهر بانتظام لكلاوس ويساعده في بعض الأحيان.[10]
- إلين بيج بدور فانيا / الكمان الأبيض / رقم سبعة، عازفة كمان وديعة ليس لديها قدرات خارقة واضحة، الأمر الذي أبعدها إلى حد ما عن أشقائها. في الواقع، تمتلك القوة لتحويل الموجات الصوتية إلى قوة مدمرة، وهي قدرة قام والدها بقمعها بالمخدرات لإبعاد الآخرين عن الخطر.
- ماري ج.بليج بدور تشا تشا (الموسم 1)، [11] وهي عميلة في اللجنة وشريكة «هيزل»، وهي «ملتزمة بعملها» وأكثر القاتلين الاثنين اعتلالا اجتماعيا وعديم الرحمة.[12][13]
- كاميرون بريتون بدور هيزل (الموسم 1)، شريك «تشا تشا»، خاب أمله بحياته كعميل، يخطط لمغادرة «اللجنة» بعد الوقوع في حب صاحبة متجر دونات «أغنيس».[14]في الموسم الثاني، يظهر هيزل المسن لرقم خمسة في عام 1963 ويضحى بحياته من أجله.
- جون ماغارو بدور ليونارد بيبودي / هارولد جينكينز (الموسم 1)، حبيب فانيا. عندما كان طفلاً، كان معجباً بأكاديمية المظلة وتوسل الانضمام لهم، حيث أنه ولد في نفس اليوم نتيجة الحمل الطبيعي، لكنه تعرض للإذلال من قبل ريجينالد هارجريفز. سيكتشف لاحقًا مذكرات ريجينالد، التي تفصل إمكانيات فانيا ويدخل نفسه في حياتها بهدف التلاعب بها لاكتشاف واستخدام قوتها.[15]
- آدم جودلي وكين هول في دور بوجو، مساعد ريجنالد الأقرب، وشمبانزي ذكي.[16][17]في الموسم الثاني، ظهرت نسخة أصغر من بوجو في عام 1963، والتي عاملها ريجنالد وجريس مثل الابن.
- كولم فيور بدور السير ريجينالد هارجريفز / مونوكلي، والد بالتبني لأعضاء أكاديمية المظلة وملياردير متوفي في الوقت الحاضر.

### ظهور متكرر
- شيلا مكارثي بدور «آغنس»، حب هيزل المستجد، النادلة والخباز وصاحبة Griddy's Donuts.
- جوردان كلير روبنز بدور غرايس هارجريفز / ماما، روبوت تم بناؤها من قبل ريجينالد وعملت كأم بالتبني لأكاديمية المظلة. تم صنعها بعد أن واصلت فانيا الاعتداء على المربيات بقواها.[18]
- أشلي ماديكوي بدور المحقق «إيدورا باتش»، والحبيبة السابقة لدييغو.
- بيتر أوتربريدج
- رينبو صن فرانكس بدور المحقق «تشاك بيمان»
- مات بيديل بدور الرقيب «دايل شيدر»
- كايت والش بدور /The Handler/، رئيسة اللجنة.[19]
- ريتو آريا بدور «ليلا» (الموسم 2)
- يوسف جاتوود بدور «ريمون» (الموسم 2)
- مارين أيرلند بدور «سيسي» (الموسم 2) [20]

## إنتاج

### تطوير
تم اختيار نسخة فيلم من سلسلة الكتب المصورة The Umbrella Academy بواسطة Universal Studios في الأصل، تم تعيين كاتب السيناريو مارك بومباك لكتابة السيناريو. وبحسب ما ورد تم استبداله ب راوسون مارشال ثوربر في عام 2010. كان هناك القليل من الحديث عن الفيلم منذ ذلك الوقت. في مقابلة مع Newsarama في عام 2012 New York Comic Con ، ذكر Way أنه كانت هناك «محادثات جيدة» و «نص جيد حقًا» ، ولكن كان «نوعًا ما يصل إلى الكون». [بحاجة لمصدر]
في 7 يوليو 2015 ، أُعلن أنه سيتم تطوير أكاديمية المظلة إلى مسلسل تلفزيوني، بدلاً من فيلم أصلي، من إنتاج Universal Cable Productions . في 11 يوليو 2017، تم الإعلان رسميًا عن أن Netflix قد قامت باقتباس مسلسل من أكاديمية المظلة لأول مرة في عام 2019، حيث يعمل واي كمنتجين تنفيذيين. كتب جيريمي سلاتر سيناريو الحلقة التجريبية، وعمل ستيف بلاكمان كمسرح. تم إصدار الموسم الأول من The Umbrella Academy على Netflix في 15 فبراير 2019.
في 2 أبريل 2019، تم تجديد المسلسل للموسم الثاني وتقرر إصداره في 31 يوليو 2020. بقي تاريخ إصدار الموسم غير معروف حتى 18 مايو 2020، حيث تم إصدار مقطع تشويقي حيث رقصت الممثلة الرئيسية على أغنية «أعتقد أننا وحدنا الآن» من تيفاني . أكد ستيف بلاكمان لـ THR أنه يريد البقاء في سياق ما تفعله الكوميديا دون الانحراف كثيرًا.

### تصوير
بدأ التصوير الرئيسي للموسم الأول في 15 يناير 2018 في تورونتو. نشر جيرارد واي على حسابه على إنستجرام رسمًا توضيحيًا للطاقم وطاقم العمل يقومون بقراءة النسخة الأولى للنص في تورونتو. كما كشف عن صورة اليوم الأول على المجموعة. تم التصوير في موقع إضافي في هاميلتون ، أونتاريو .
بالنسبة للمسرح حيث قامت فانيا بأداء الكمان، استخدم الطاقم مسرح إلجين، إلى جانب مسرح الحديقة الشتوية. تم استخدام قاعة Mazzoleni Concert Hall لتمثيل الجزء الخارجي من المسرح. تم تصوير الجزء الخارجي من القصر في مبنى في هاميلتون، بينما تم تصوير الأجزاء الداخلية في الاستوديو. تم تصوير مركز أوبرا جوي وتوبي تانينباوم لمشهد خارجي، واستخدمت محطة السكك الحديدية الوطنية الكندية لمشهد السطو على البنك. تم تصوير مختبر في جامعة تورنتو لتمثيل مبنى Meritech للأطراف الصناعية. انتهى التصوير في 18 يوليو 2018.
بدأ التصوير للموسم الثاني في يونيو 2019  واختتم في 23 نوفمبر 2019.

### تأثيرات بصرية
تتم معالجة التأثيرات المرئية للمسلسل بواسطة SpinVFX  و Weta Digital ، اللتين عملتا فقط على Pogo. أكد إيفريت بوريل، مشرف VFX ، أنه استخدم تقنيات الفن التقليدية للفن المفاهيمي المبكر وأشار إلى الممثلين العظماء ذوي الوجوه الرمزية. دعا باريل جوزيف كونمي، الذي عمل سابقًا على فيلم كوكب القردة، لتطوير التأثير البصري لشخصية بوجو. تمكن كين هول من توفير التقاط الحركة لبوجو باستخدام بدلة رمادية لعمل طبعات لاحقة له لإنشاء CGI للشمبانزي، مع قيام آدم جودلي بعمل تعابير الوجه والتقاط الصوت للشخصية. أكد توم هوبر أن العمل كان المشاهد الأكثر مشاركة مع شخصيات CG، بدور تنانين صراع العروش .
أكد فريق SpinVFX أنهم قدموا 563 لقطة على الأقل لسلسلة Netflix. للحصول على تأثيرات العرض، طلب الفريق سلسلة من عمليات محاكاة التأثيرات المعقدة، وتنمية المخلوقات، والتدمير الهائل الذي بلغ ذروته في دفء القلب مع تثبيت الموسم الأول.
بالنسبة لتأثيرات رقم خمسة الذي يقفز عبر الزمان والمكان، أراد بوريل أن يجعل التأثيرات تبدو عضوية، وسيولة، تمثل كم من الوقت والعالم ينحني حوله عندما يقفز، ومدى السرعة التي يجب أن تكون. لهذه التأثيرات، استخدم أكثر من 30 إطارًا في الحلقات الأولى، ولكن مع تقدم السلسلة، قلل هذا إلى 10 إطارات فقط. إلى هذه اللقطات، كرر الفريق عدة أنواع من تأثيرات القفز المكاني، على طول الطريق من التشويه الشديد إلى الصور الأكثر دهاء. لهذا، بدأ فريق المؤثرات البصرية ببعض اختبارات البحث والتطوير. في النهاية، تم استخدام التأثير النهائي المسمى بـ «رؤية الهلام» لصنع السلسلة، مع تعبير بوريل: «كما لو كنت تدفع يدك عبر غشاء الهلام، لبضع ثوان فقط، ثم تنبثق. إنه حقًا، دقيق حقًا، لكنك تحصل على القليل من الملمس، تحصل على القليل من الانحناءات، تقريبًا مثل الكون ينحني كما يفعل القفزات المكانية.» 
في مقابلة مع بوريل، أكد أنه لتطوير التسلسلات حيث يتم تجميد الوقت، اضطر الفريق إلى أخذ بعض البراعم لبعض لوحات BG في الموقع، مع صراخ الممثلين على الجزء الخلفي من المسرح، لأن إنشاء هذا لن تكون مشاهد المؤثرات ممكنة للقيام بكل ذلك في مكان واحد فقط. اعتبر استخدام هذه التأثيرات فريدًا لأنهم استخدموا مساعدة لعنة معسكر الشاشة الخضراء. ولهذا الغرض، أطلقوا عليها اسم "Three Strip" تكريما لعملية تكنيكولور المستخدمة في الثلاثينيات.

## استقبال

### نسبة مشاهدة الجمهور
في 16 أبريل 2019 ، أعلنت Netflix أن السلسلة قد تم بثها من قبل أكثر من 45 مليون مشاهد في خدمتها خلال الشهر الأول من إصدارها. كان ثالث أكثر المسلسلات التلفزيونية شعبية على Netflix في عام 2019.

### استقبال نقدي
في موقع المراجعة روتن توميتوز، حصلت السلسلة على تصنيف موافقة 75 ٪ بمتوسط تقييم 7.2 من 10 بناءً على 87 تقييمًا. يقرأ الإجماع النقدي على الموقع الإلكتروني، «أكاديمية المظلة تكشف غزلًا خياليًا مع عاطفة خارقة ومجموعة قوية بشكل استثنائي، لكن حساسية السلسلة القاسية غالبًا ما تتعارض مع زخارفها الرقيقة». ميتاكريتيك ، الذي يستخدم متوسطًا مرجحًا، منح السلسلة درجة 61 من أصل 100 بناءً على 22 منتقدًا، مما يشير إلى «مراجعات مواتية بشكل عام».
وأشار بعض النقاد إلى أوجه الشبه بين أكاديمية المظلة ودورية الهلاك من DC Comics وسلسلة X-Men من Marvel Comics ، إيجابًا وسلبًا.

### الجدل
انتقد بعض الكتاب اليهود تصوير أكاديمية المظلة لشخصية «المعالج» على وجه الخصوص، كان يُنظر إلى استخدامها لها لغة يديشية وعضويتها في مجتمع سري يسبب سرًا أحداثًا كارثية على أنه صورة نمطية معادية للسامية لليهود بأنهم يسيطرون سراً على الأحداث العالمية. 

### الجوائز
| Year | Association                    | Category                                                                               | Nominee(s) | Result | Ref.   |
| ---- | ------------------------------ | -------------------------------------------------------------------------------------- | --- | ------ | ------ |
| 2019 | Teen Choice Awards             | Choice Sci-Fi/Fantasy TV Actress ‏                                                      | إلين بيج | رُشِّح    | [ 54 ] |
| 2019 | جائزة زحل                      | Best Streaming Superhero Television Series                                             | The Umbrella Academy | رُشِّح    | [ 55 ] |
| 2019 | جائزة زحل                      | Best Supporting Actress in a Streaming Presentation                                    | Ellen Page | رُشِّح    | [ 55 ] |
| 2019 | Primetime Emmy Awards ‏         | Outstanding Production Design for a Narrative Contemporary Program (One Hour or More) ‏ | Mark Worthington, Mark Steel & جيم لامبي (for "We Only See Each Other at Weddings and Funerals")                                                                          | رُشِّح    | [ 56 ] |
| 2019 | Primetime Emmy Awards ‏         | Outstanding Special Visual Effects ‏                                                    | Everett Burrell, Chris White, Jeff Campbell, Sebastien Bergeron, Sean Schur, Steve Dellerson, Libby Hazell, Carrie Richardson & Misato Shinohara (for "The White Violin") | رُشِّح    | [ 56 ] |
| 2019 | جوائز خيار الشعب               | The Bingeworthy Show of 2019                                                           | The Umbrella Academy | رُشِّح    | [ 57 ] |
| 2019 | جوائز خيار الشعب               | The Sci-Fi/Fantasy Show of 2019                                                        | The Umbrella Academy | رُشِّح    | [ 57 ] |
| 2020 | Visual Effects Society Awards ‏ | Outstanding Animated Character in an Episode or Real-Time Project                      | Aidan Martin, Craig Young, Olivier Beierlein & Laurent Herveic (for "Pilot; Pogo")                                                                                        | رُشِّح    | [ 58 ] |
| 2020 | Casting Society of America     | Television Pilot & First Season – Drama                                                | Junie Lowry Johnson, Libby Goldstein, April Webster, Robin D. Cook, Samantha Garrabrant, Josh Ropiequet & Jonathan Oliveira                                               | رُشِّح    | [ 59 ] |
| 2020 | Art Directors Guild Awards     | One-Hour Contemporary Single-Camera Series ‏                                            | Mark Worthington (for "We Only See Each Other at Weddings and Funerals")                                                                                                  | فوز    | [ 60 ] |

## روابط خارجية
- أكاديمية المظلة على موقع IMDb (الإنجليزية)
- أكاديمية المظلة على موقع ميتاكريتيك (الإنجليزية)
- أكاديمية المظلة على موقع روتن توميتوز (الإنجليزية)
- أكاديمية المظلة على موقع نتفليكس (الإنجليزية)
- أكاديمية المظلة على موقع فيلمافينيتي (الإسبانية)
- أكاديمية المظلة على موقع كينوبويسك (الروسية)
- أكاديمية المظلة على موقع ألو سيني (الفرنسية)
- أكاديمية المظلة على موقع قاعدة بيانات الفيلم (الإنجليزية)
- الموقع الرسمي
- أكاديمية المظلة  في قاعدة بيانات الأفلام على الإنترنت (بالإنجليزية)